# John Fiedler
John Fiedler (3 de fevereiro de 1925 - 25 de junho de 2005) foi um ator norte-americano. Ficou conhecido por interpretar o jurado número 2 no filme 12 Homens e Uma Sentença e dublar a voz de Leitão, melhor amigo do Ursinho Puff, nos desenhos da Disney. Fiedler morreu de câncer.